# Sebastião de Azevedo e Brito
Sebastião de Azevedo e Brito war ein portugiesischer Kolonialverwalter und Offizier im 18. Jahrhundert.

## Leben
Von 1759 bis 1760 war Azevedo e Brito Gouverneur von Timor und Solor.
In dieser Zeit waren die Portugiesen auf Timor in schwerer Bedrängnis. Seit 1719 befand sich ein Großteil der timoresischen Herrscher in der Cailaco-Rebellion gegen die Kolonialmacht. Die engsten Verbündeten der Portugiesen, die Topasse, waren in der Schlacht von Penfui gegen die Niederländische Ostindien-Kompanie (VOC) 1749 vernichtend geschlagen worden. 1756 schloss die VOC mit einem Großteil der Herrscher in Westtimor und den benachbarten Inseln im Vertrag von Paravicini ein Bündnis. Bei den Portugiesen verblieben im Westen nur Oecussi und Ambeno mit der kolonialen Hauptstadt Lifau und etwas südlich Noimuti.
1759 entschied sich Gouverneur Vicento Ferreira de Carvalho, aufgrund der Situation aufzugeben und Lifau eigenmächtig an die Niederländer zu verkaufen. Als die Niederländer 1760 unter Hans Albrecht von Plüskow aber Besitz von dem Ort nehmen wollten, sahen sie sich einer Streitmacht der Topasse gegenüber. Von Plüskow wurde von Francisco da Hornay III. und António da Costa ermordet. Lifau verblieb offiziell im portugiesischen Besitz. Inwieweit der neue portugiesische Gouverneur Azevedo e Brito an der Abwehr beteiligt war, ist in den Quellen widersprüchlich angegeben.
Das Verhältnis zwischen Gouverneur und Dominikanern hatte sich zu diesem Zeitpunkt deutlich verschlechtert. Schließlich ließ der Dominikaner Jacinto da Conceição den Gouverneur Azevedo e Brito arrestieren und schob ihn 1760 nach Goa ab. Bis zum Eintreffen des neuen Gouverneurs Dionísio Gonçalves Rebelo Galvão übernahm ein Regierungsrat (Conselho Governativo) die Verwaltung der Kolonie.
Azevedo e Brito wurde später Oberstleutnant der Brigade in Goa. Um 1775 war er Gouverneur von Damão. Quellen nennen Azevedo e Brito 1790 und 1795 als Generalintendant der Marine (intendentegeral da Marinha).

## Familie
Die Eltern von Sebastião de Azevedo e Brito waren der Edelmann Paulo Félix de Azevedo e Brito und Antónia Teresa Josefa de Castro. Sebastião hatte einen Sohn, den in Goa geborenen Kapitänleutnant João Manuel de Azevedo e Brito.

## Belege
- Geoffrey C. Gunn: History of Timor – Technische Universität Lissabon (PDF-Datei; 805 kB)